# Dick Warlock
Dick Warlock (* 5. února 1940) je americký herec a kaskadér. Jeho nejvýznamnější role je role masového vraha Michaela Myerse ve filmu Halloween 2 (1981). 25 let byl doublérem Kurta Russela. Má dva syny, Billyho a Lance Warlocka, a dceru Rhondu.
Nyní žije v Kingsportu v Tennessee.
Je také majitelem legendární hokejové masky Jasona Voorheese z hororové série Pátek třináctého.

## Filmografie
- Spider-Man (2002)
- Raven Hawk (1996)
- Casino (1995)
- Dreamrider (1993)
- Milenci se zbraní (1992)
- Beastmaster 2 – Pán šelem: Branou času (1991)
- The Rocketeer (1991)
- Delta Force 2: Kolumbijská spojka (1990)
- Živá pochodeň (1990)
- Propast (1989)
- Démon pomsty (1989)
- Omega Syndrome (1987)
- Rags to Riches (1987)
- Remote Control (1987) (seriál)
- Convicted (1986)
- Quicksilver (1986)
- Rags to Riches (1986)
- Pátek třináctého 5 (1985)
- Ohnivé oči (1984)
- Magnum, P.I. (1984)
- The Master (1984) (seriál)
- Halloween 3 (1982)
- Halloween 2 (1981)
- Nahá bomba (1980)
- Herbie jede rallye (1977)
- McNaughton's Daughter (1976)
- Zemětřesení (1974)
- Dirty Mary a Crazy Larry (1974)
- Můj miláček Brouk (1968)
- Zelené barety (1968)